# Gyrotaenia myriocarpa
Gyrotaenia myriocarpa är en nässelväxtart som beskrevs av August Heinrich Rudolf Grisebach. Gyrotaenia myriocarpa ingår i släktet Gyrotaenia och familjen nässelväxter. Inga underarter finns listade i Catalogue of Life.